# Distretto di Chemini
Il distretto di Chemini è un distretto della provincia di Béjaïa, in Algeria, con capoluogo Chemini.